# Tilga (Emmaste)
Pour les articles homonymes, voir Tilga.
Tilga est un village de la commune de Emmaste du Comté de Hiiu en Estonie.
Au 31 décembre 2011, il compte 34 habitants.